# Rajec (stacja kolejowa)
Rajec (słow: Železničná stanica Rajec) – stacja kolejowa w Rajcu, w kraju żylińskim, na Słowacji. Jest stacją końcową linii z Żyliny.
Stacja została wybudowana w 1899 roku i znajduje się w północno-wschodniej części miasta, w sąsiedztwie strefy przemysłowej. Obsługuje zarówno ruch pasażerski jak i towarowy. Wybudowanie linii znacznie przyspieszyło rozwój miasta i zapewniło połączenie z Koleją Koszycko-Bogumińską.
Początkowo zamierzano wybudować linię przez Fačkov do Nitrianske Pravno, gdzie kończyła się linia z Prievidzy. Ambitny, ale kosztowny projekt nie został ostatecznie zrealizowany, częściowo z powodu braku środków finansowych, a także ze względu na nie ustalony przebieg linii. Ośrodek rzemieślniczy w Dolinie Rajeckiej pozostał o znaczeniu lokalnym.

## Linie kolejowe
- Żylina-Rajec